# Talaini
Talaini Simon, 1895 è una tribù di ragni appartenente alla famiglia Thomisidae.

## Distribuzione
I tre generi oggi noti di questa tribù sono diffusi in Asia orientale, centrale e sudorientale.

## Tassonomia
La dizione Talaeini presente sulla pagina del Biology Catalog di Joel Hallan è da ritenersi un refuso.
A dicembre 2013, gli aracnologi riconoscono tre generi appartenenti a questa tribù:
- Lysiteles Simon, 1895 - Cina, Russia, Corea, Giappone, India, Nepal, Bhutan, Taiwan, Filippine, Pakistan
- Spilosynema Tang & Li, 2010 - Cina
- Talaus Simon, 1886 - Cina, Myanmar, Sri Lanka, India, Sumatra, Bhutan, Vietnam, Giava